# Estádio Olímpico Jaime Morón León
O Estádio Olímpico Jaime Morón León (antigamente chamado Estádio Pedro de Heredia) é um estádio localizado na cidade de Cartagena, na Colômbia.
Inaugurado em 1960, durante muitos anos não teve a devida importância esportiva dentro do complexo esportivo, que inclui um estádio de beisebol, um complexo aquático, um ginásio e uma praça para touradas.
Em 2004, começou uma ampla reforma para receber os Jogos Centro-Americanos e do Caribe de 2006. Essa reforma também se deveu ao Real Cartagena, que voltou a Primeira Divisão do Campeonato Colombiano de Futebol, chegando até a final em 2006.